# 藤原兼俊
藤原 兼俊（ふじわら の かねとし、生年不詳 - 明徳元年/元中7年（1390年））は、南北朝時代の公家。藤原式家、従二位・藤原家倫の子。官位は正三位・式部少輔。藤原式家の最後の公卿。

## 経歴
式部少輔を経て、応安6年（1373年）従三位に叙せられ公卿に列す。永和4年（1378年）正三位に至る。明徳元年（1390年）薨去。兼俊の子孫は伝わらず、結果的に兼俊が藤原式家の氏人として最後の公卿となった。

## 官歴
『公卿補任』による。
- 時期不詳：式部少輔
- 応安6年（1373年） 12月26日：従三位、元式部少輔
- 永和4年（1378年） 4月27日：正三位
- 明徳元年（1390年） 日付不詳：薨去